# Rasensportverein Ostmark Königsberg
Rasensportverein Ostmark Königsberg was een Duitse voetbalclub uit de Oost-Pruisische hoofdstad Koningsbergen (Königsberg), dat tegenwoordig het Russische Kaliningrad is.

## Geschiedenis
In 1905 werd FC Germania Königsberg opgericht. De club ging in de tweede klasse spelen van de Königsbergse competitie. In 1909 telde de club 44 leden volgens het jaarboek van de DFB. In 1910 werd de club vicekampioen achter het tweede elftal van Prussia-Samland. Echter doordat het tweede elftal niet kon promoveren steeg Germania naar de hoogste afdeling. De club verloor alle vijf wedstrijden en werd laatste. Ze speelden nog tegen het tweedeelftal van VfB Königsberg een degradatie play-off. Hoewel ze verloren werden ze toch gered van degradatie omdat VfB II niet mocht promoveren. Op 23 april 1911 fuseerde de club met tweedeklasser SC Brandenburg Königsberg en nam zo de naam Rasensportverein Ostmark Königsberg aan.
De fusieclub deed het niet beter dan de voorganger en verloor in het eerste seizoen alle wedstrijden. In 1912/13 werd de club vierde op acht teams. Het volgende seizoen werd de competitie in twee groepen verdeeld. Nu werd de club tweede in zijn groep achter Prussia-Samland. Door het uitbreken van de Tweede Wereldoorlog lag de competitie enkele jaren stil. In 1920 fuseerde de club met VfR, Preußen en Favorit tot Rasensport-Preußen Königsberg.